# Hayes (Mozela)
Hayes – miejscowość i gmina we Francji, w regionie Grand Est, w departamencie Mozela.
Według danych na rok 1990 gminę zamieszkiwało 157 osób, a gęstość zaludnienia wynosiła 13 osób/km² (wśród 2335 gmin Lotaryngii Hayes plasuje się na 888. miejscu pod względem liczby ludności, natomiast pod względem powierzchni na miejscu 475.).